# Скарида чистач
Скаридите чистачи (Lysmata amboinensis) са вид висши ракообразни от семейство Hippolytidae.
Таксонът е описан за пръв път от Йоханес Гомертус де Ман през 1888 година.